# Steven Dupré
Pour les articles homonymes, voir Dupré.
Steven Dupré, né le 7 août 1967 à Mortsel (province d'Anvers), est un dessinateur de bande dessinée et animateur belge néerlandophone.

## Biographie

### Jeunesse (1967-1986)
Steven Dupré naît le 7 août 1967 à Mortsel,.
Steven Dupré dessine depuis son enfance, durant laquelle il publie dans le journal de son école primaire ses premiers dessins sous le pseudonyme de Dust. Après une formation technique en arts plastiques, il s’intéresse de plus en plus à la bande dessinée. En 1986, il est lauréat d’un concours de bande dessinée organisé par le Crédit Communal de Belgique.

### Les débuts (1986-2002)
À l'âge de 19 ans, il devient dessinateur professionnel et il rencontre Anch qui devient son scénariste pour leur première série de bande dessinée : Wolf, une série de 20 aventures d'un jeune viking, publiée pendant 6 ans et dont les quinze dernières sont scénarisées par ses soins, prépubliée dans les quotidiens Het Volk et Het Laatste Nieuws. Lorsque les Éditions Standaard commencent la publication de l'hebdomadaire Bob et Bobette, elles font appel à lui pour créer la série Sarah et Robin qu'il signe de son vrai nom, prépubliée dans divers journaux flamands et hollandais, dans Zonneland et Tremplin des Éditions Averbode. Ces séries ne connaissent pas de traduction en français. Puis, il réalise l'encrage de quatre albums pour Jan Bosschaert de la série Sam ainsi que deux bandes dessinées publicitaires du même auteur.
Parallèlement, Dupré travaille comme animateur notamment sur les films Aida degli alberi en 2001 et Till Eulenspiegel en 2003.

### Le marché français (2002 - )
Puis, il décide de travailler pour le marché francophone en 2002 et sort Coma, une série inachevée en 3 tomes sur l’histoire d’un jeune garçon nommé Vincent dans la collection « Grafica » aux éditions Glénat. Il dessine le deuxième tome La Paresse de la série Pandora Box sur un scénario d'Alcante dans la collection « Empreinte(s) » aux éditions Dupuis en 2005. De 2006 à 2022, il dessine l'adaptation en bande dessinée de la série télévisée Kaamelott. Ces 10 ouvrages sont scénarisés par Alexandre Astier, le créateur de la série, les albums sont publiés aux éditions Casterman. En 2011, il reçoit le prix Adhémar de bronze pour l'ensemble de son œuvre et commence la même année la série Midgard, seul en auteur complet et qui se clôture au deuxième tome en 2012. Parallèlement, il dessine également trois tomes de la série jeunesse L'Incroyable Histoire de Benoit-Olivier (3 tomes, Kennes de 2014 à 2016) avec Alcante. Puis vient le diptyque Le Club des prédateurs, scénarisé par Valérie Mangin de 2016 à 2017, toujours aux éditions Casterman.
En 2018, il rend hommage à Bob et Bobette de Willy Vandersteen avec l'album Boomerang qu'il dessine sur un scénario de Conz publié aux éditions Standaard. Avec Le Faucon déniché une adaptation en bande dessinée de l'œuvre du romancier Jean-Côme Noguès, il aborde le thème de l'injustice entre les classes sociales avec Maxe L'Hermenier aux éditions Jungle en 2021.
En 2022, il dessine le deuxième tome de la série de science-fiction Les Futurs de Liu Cixin : Pour que respire le désert, une adaptation en bande dessinée du romancier chinois éponyme sur un scénario de Valérie Mangin — qu'il retrouve à cette occasion —, publié aux éditions Delcourt.
S'associant avec Alcante (scénario), il signe le dessin d'une adaptation en bande dessinée des Piliers de la Terre de Ken Follett ; la série est prévue en six volumes, dont le premier paraît en 2023 chez Glénat,. Le deuxième tome fait écrire au chroniqueur Henri Filippini sur le site BDzoom : « Cette épopée médiévale est réalisée avec le concours de Steven Dupré : un talentueux dessinateur dont la carrière éclectique trouve ici son point d’orgue. » en 2024. Les planches originales sont exposées à la Galerie Champaka à Bruxelles dès octobre 2024 et font écrire au journaliste Jean Bernard du quotidien La Libre Belgique : « Monumentales planches pour œuvre monumentale [...], à voir absolument [...]. » et précise que cela faisait 30 ans que Follet refusait les adaptations en bande dessinée de son œuvre.

### Vie privée
En 2014, il décide de vivre dans le sud de l’Espagne où il travaille.

## Œuvres

### Albums

#### Sarah et Robin
1. (nl) De Vriend van Ivanhoe, Standaard, 1996.

Bob et Bobette - Hommage
- 1. Boomerang[11], Standaard Uitgeverij, Anvers, 7 novembre 2018
Scénario : Conz - Dessin : Steven Dupré - Couleurs : Roberto Burgazzoli -  (ISBN 9789002026492)

#### Les Piliers de la Terre
- 1. Le Rêveur de cathédrales[42],[43], Glénat, coll. « 24x32 », Grenoble, 11 octobre 2023
Scénario : Alcante - Dessin : Steven Dupré - Couleurs : Jean-Paul Fernandez -  (ISBN 978-2-344-04327-1),adapté de Ken Follett.
- 2. Le Feu de Dieu[44],[45], Glénat, coll. « 24x32 », Grenoble, 23 octobre 2024
Scénario : Alcante - Dessin : Steven Dupré - Couleurs : Jean-Paul Fernandez -  (ISBN 978-2-344-05940-1)

#### Collectifs
- Raymond Devos, Jungle, Plon, Paris, 15 novembre 2017
Scénario : collectif - Dessin : collectif dont Steven Dupré - Couleurs : quadrichromie -  (ISBN 978-2-8222-2165-8) — adapté de Raymond Devos.

### Filmographie
Comme animateur :
- Aida degli alberi[5], 2001 ;
- Till Eulenspiegel[6], 2003.

### Expositions personnelles
- Les Piliers de la Terre[17],[46], Galerie Champaka, Bruxelles du 31 octobre au 23 novembre 2024.

## Prix
- 1996 :   prix de la meilleure bande dessinée jeunesse flamande pour De Vriend van Ivanhoe décerné par la guilde des experts indépendants de bande dessinée belge et le centre flamand de la bande dessinée[2] ;
- 2003 :  prix Rookie au Festival de bande dessinée de Middelkerke à Middelkerke pour Pandora box[47] ;
- 2004 :  prix Plastieken Plunk (nl) pour Selkie[2] ;
- 2007 :  Plastieken Plunk pour Back to reality [« Retour à la réalité »] partagé avec Kristof Spaey[2] ;
- 2009 :  prix Saint-Michel[48] de la meilleure BD d'un auteur néerlandophone pour Kaamelott t. 3 ;
- 2011 :  Adhémar de bronze[1].

#### Livres
- Pascal Lefèvre et Patrick Van Gompel, La Nouvelle BD flamande, Berchem, Fonds flamand des lettres, 2003, 56 p., ill. ; 17 cm (OCLC 902348799, présentation en ligne).
- (nl) Jan Hoet et Dany Vandenbossche, « Steven Dupré », dans De wereld van de strips in originelen [« Le Monde de la bande dessinée en originaux »], Bruxelles, Vlaams Parlement, 2013, 68 p., PDF (OCLC 901366732, lire en ligne), p. 51.

### Vidéographie
- [vidéo] « Steven Dupré "élève" Champaka », sur YouTube, 1er novembre 2024